# Jimena Alfonso
Jimena Alfonso (m. después del 1037) fue la única hija nacida del segundo matrimonio en 1023 del rey Alfonso V de León con Urraca Garcés, hija de García Sánchez II de Pamplona.

## Biografía
Aparece en la documentación de la catedral de Oviedo el 22 de diciembre en 1036, confirmando una donación de la condesa Muniadona y su hijo Fernando Gundemáriz, hijo del conde Gundemaro Pinióliz, a su hijastra y media hermana de Fernando, la monja Gontrodo Gundemáriz. Ramón Menéndez Pidal sobre la base de ese documento, sugirió que quizás la infanta Jimena fue la esposa de Fernando Gundemáriz, el abuelo materno de Jimena Díaz, aunque en ese documento no se especifica si existía alguna relación familiar. La esposa de Fernando Gundemáriz fue Muniadona Ordóñez, hija de Ordoño Ramírez, bisnieto del conde Hermenegildo González y su esposa la condesa Muniadona Díaz, miembros de la más alta nobleza gallega.